# Clear Lake (Californie)
Pour les articles homonymes, voir Clear Lake.
Clear Lake est le plus grand lac naturel entièrement situé en Californie, et le dixième de l'État en termes de capacité. Il est situé dans le comté de Lake, et est alimenté par plusieurs ruisseaux. Son seul émissaire est Cache Creek, sur lequel un barrage dans le comté de Yolo voisin sert à réguler sa capacité et son écoulement.

## Description
Clear Lake est approximativement long de 30,6 kilomètres et de 12,8 km au plus large pour une superficie de 177,19 km² et une capacité de 1,42 km³. Sa profondeur moyenne est de 8 mètres, avec un maximum de 18 m. Son altitude est de 401,7 m minimum. La température moyenne hivernale est de 4 °C, et de 24 °C en été.
Il est possible que Clear Lake soit l'un des plus anciens lacs d'Amérique du Nord. Son origine est une anomalie géologique : le lac repose sur une gigantesque roche qui oscille lentement vers le nord au même rythme qu'il se remplit de sédiment, maintenant ainsi l'eau à une profondeur plus ou moins constante. Des échantillons sédimentaires du lac prélevés par des géologistes de l'United States Geological Survey en 1973 et 1980 indiquent que le lac est âgé d'au moins 480 000 ans. Certains experts estiment que Mono Lake, à l'est de la Sierra Nevada, en Californie, est plus ancien encore que Clear Lake. L'histoire sédimentaire de Clear Lake est cependant ininterrompue, alors que celle de Mono Lake a été ponctuée d'éruptions sur la Caldeira de Long Valley et ses volcans annexes.
La géologie du lac est chaotique, compliquée notamment par de nombreuses petites failles au sud et à l'ouest, ainsi que la présence de plusieurs volcans autour de Clear Lake, notamment mont Konocti, un stratovolcan endormi, sur sa rive sud. Contrairement à différentes affirmations, Clear Lake n'est pas le cratère d'un ancien volcan. Cette confusion provient vraisemblablement de la présence imposante du mont Konocti. Blue Lakes, Lake Pillsbury et Indian Valley Reservoir sont les autres masses d'eau principales du comté.

## Utilisation
Le comté de Yolo, au sud-est du comté de Lake, détient historiquement les droits sur l'eau du lac car son écoulement servait à l'irrigation des terres en aval. Il en résulte des tensions constantes entre les deux comtés, les administrateurs du comté de Yolo utilisant Clear Lake comme un réservoir naturel pendant l'hiver, faisant craindre des inondations aux habitants des bords du lac, et utilisant l'eau du lac pour l'irrigation en été, concurrençant la volonté du comté de Lake de voir Clear Lake augmenter son oxygénation et faciliter son usage pour la pêche.